# خی کژدم
خی کژدم یک ستاره است که در صورت فلکی کژدم قرار دارد.